# Сеть Радио-МГУ
RUHEP/Radio-MSU — международная научная компьютерная сеть, созданная в 1993 году на базе Научно-исследовательского института ядерной физики имени Д. В. Скобельцына МГУ имени М. В. Ломоносова. Сеть обеспечивала доступ в Интернет для научных и образовательных организаций России и стран СНГ и играла ключевую роль в международных проектах по физике высоких энергий.

## История

### Предпосылки
В конце 1980-х годов в рамках проекта УНК ИФВЭ был разработан проект высокоскоростной сети с центральным узлом в НИИЯФ МГУ на базе радиорелейных линий; получены разрешения на частоты.

### Запуск сети (1992–1993)
В 1992 году представители DFN и DESY обсудили с НИИЯФ МГУ организацию доступа российских учёных в Интернет. По соглашению DESY—НИИЯФ МГУ в конце 1993 года введён спутниковый канал Москва — Гамбург (256 кбит/с), который на тот момент превосходил по ёмкости существующие российские интернет‑каналы.

### Расширение (1994–1998)
В 1994–1995 годах увеличена ёмкость канала Москва — Гамбург и запущены новые спутниковые узлы: Новосибирск, Гатчина, Минск, Ереван, Иркутск, Алматы, Тбилиси, Харьков. В 1996–1998 годах внедрён комбинированный канал (спутниковая часть 1024 кбит/с + наземная 128 кбит/с) с разделением трафика по типу протокола и длине пакетов.

### Международные проекты (2000–2010)
В 2001–2010 годах в рамках программы НАТО «Наука ради мира и безопасности» создана единая спутниковая сеть Virtual Silk Highway (AS8756) для Кавказа, Средней Азии и Афганистана, обеспечившая национальным НИОКР-сетям доступ в Интернет.

### Современный этап
После 2010 года часть институтов перевела основные каналы на обслуживание в НИЦ КИАЭ, сохранив резервные подключения через RUHEP/Radio-MSU. Сеть продолжает функционировать, обеспечивая подключение НИИЯФ МГУ, подразделений МГУ и ряда организаций.

## Структура

### Международные каналы
RUHEP/Radio-MSU использует подключение к RUNNet, RBNet/Gloriad и GEANT:
- RUNNet — 10 Гбит/с;
- RBNet/Gloriad — канал для проектов ЦЕРН и ИТЭР;
- GEANT (через RASNet) — 2,4 Гбит/с.

### Узлы и топология
Два основных центра маршрутизации: АМТС‑9 (MSK‑IX) и НИИЯФ МГУ (Ленинские горы), соединённые оптоволоконными линиями (2 Гбит/с, планировалось увеличение до 10 Гбит/с). Подключены ИТЭФ, МИФИ, ФИАН, ИФВЭ, Троицкий НЦ РАН, GRID‑центр НИИЯФ, вычислительная ферма НИВЦ МГУ и др.

## Технологии
Маршрутизация: OSPF (внутренняя) и BGP (внешняя); автономная система — AS2683; управление анонсами через BGP community. В 1990-х использовалась технология комбинированного спутниково‑наземного канала.

## Управление и финансирование
Поддержка Министерства науки Германии (через DFN и DESY), а также международных программ (INTAS, NATO SPS). Эксплуатацию осуществляет NOC Radio‑MSU (круглосуточно).

## Значение
В 1990‑е RUHEP/Radio-MSU была крупнейшей международной академической сетью в СНГ и ключевым каналом доступа российских научных центров к мировому Интернету.

## Персоналии
- Сергей Ф. Бережнев — руководитель проекта.
- Н. И. Гришин; Г. Г. Ермаков; П. В. Филякин — разработка и эксплуатация.
- Hans Frese (DESY); Adler; Rauschenbach (DFN) — зарубежные партнёры.